# Njemački narodni savez, Subotica
Njemački narodni savez je kulturna ustanova Nijemaca u Vojvodini. 
Osnovana je 1996. godine. Osnivač je bio Rudolf Weiss koji je njenim predsjednikom od početka sve do danas.
Na inicijativu ove organizacije i uz razumijevanje lokalnih vlasti, 1998. je godine pokrenuta tjedna jednosatna emisija na njemačkom jeziku na Radiju Subotici Unsere Stimme koja se emitira do danas. Vode ju i pripremaju članovi i simpatizeri ove organizacije, te svi Subotičani svih nacionalnosti koji su ljubitelji nemačkog jezika i kulture. 